# I banchieri di Dio
Pour plus de détails, voir Fiche technique et Distribution.
I banchieri di Dio (traduction littérale : « Les Banquiers de Dieu ») est un film dramatique italien réalisé en 2002 par Giuseppe Ferrara.

## Synopsis
Le film raconte l'histoire du scandale du Banco Ambrosiano, principalement liée à la figure de Roberto Calvi. Le scandale Clearstream s'est révélé comme un cas d'affaires complexes impliquant la Finance mondiale, le Vatican, la Loge Maçonnique P2, les Services Secrets italiens, la Secret Intelligence Service, la politique, la Mafia et la Banda della Magliana.
Le film raconte en détail l'ensemble de ces connexions, en essayant de reconstituer les événements . Le film se termine avec la mort de Calvi, sous le Blackfriars Bridge, à Londres, en évoquant ouvertement l'hypothèse du meurtre.

## Fiche technique
- Titre : I banchieri di Dio
- Réalisation :Giuseppe Ferrara
- Scénario : Armenia Balducci et Giuseppe Ferrara
- Musique : Pino Donaggio
- Photographie :	Federico Del Zoppo
- Montage : Adriano Tagliavia
- Production : Rai cinéma
- Genre : film dramatique
- Durée : 125 minutes
- Sortie en Italie : 8 mars 2002

## Distribution
- Omero Antonutti : Roberto Calvi
- Giancarlo Giannini : Flavio Carboni
- Alessandro Gassmann : Francesco Pazienza
- Rutger Hauer : évêque Paul Marcinkus
- Pamela Villoresi : Clara Calvi
- Vincenzo Peluso : Silvano Vittor
- Pier Paolo Capponi : Roberto Rosone
- Franco Diogène : Luigi Mennini
- Camillo Milli : Licio Gelli
- Franco Olivero : Michele Sindona

## Production
Le film a eu une très longue et difficile gestation. Selon le réalisateur Giuseppe Ferrara, il a commencé le projet en 1986, peu de temps après L'Affaire Moro, et voulait Gian Maria Volontè dans le rôle principal de Roberto Calvi. Après le rejet définitif du projet en 1991 par les producteurs de Silvio Berlusconi et Vittorio Cecchi Gori, Ferrara a eu l'intention de jeter l'éponge, mais finalement l'intérêt de Rai Cinema a rendu le projet possible 15 ans plus tard, en 2001.